# Cholodna hora (metropolitana di Charkiv)
La stazione di Cholodna hora (Холодна гора, ), in russo Cholodnaja Gora (Холодная Гора), è una stazione della metropolitana di Charkiv, sulla linea Cholodnohirs'ko-Zavods'ka.

## Storia
La stazione, in origine denominata «Ulica Sverdlova», venne attivata il 23 agosto 1975, contemporaneamente alla prima tratta (da Ulica Sverdlova a Moskovskij prospekt) della linea Cholodnohirs'ko-Zavods'ka.

## Strutture e impianti
Si tratta di una stazione sotterranea, con due binari – uno per ogni senso di marcia – serviti da una banchina ad isola.

## Interscambi
- Fermata tram (linea 3) [4]